# Campionato GB3
Il Campionato GB3 è una serie automobilistica di corse in monoposto con sede nel Regno Unito. In precedenza, fino al 2020, la serie era nominata BRDC Formula 3.
Tra i vincitori più illustri troviamo George Russell, pilota di Formula 1, e Jake Hughes, impegnato nella Formula E.

## Storia e Vettura
Il 23 marzo 2016, la FIA e la MSA hanno rilevato la serie rinominandola da BRDC Formula 4 a BRDC Formula 3, colmando il vuoto lasciato dopo che il campionato britannico di Formula 3 era stato cancellato nel 2014.
La serie non utilizza una vettura di Formula 3 ma ne usa una basata sulle specifiche della FIA Formula 4 con un motore con specifiche più elevate. L'auto è progettata dal costruttore italiano Tatuus e, pur essendo una vettura F4, segue le norme di sicurezza di F3 tra cui pannelli di impatto laterali, strutture di impatto in carbonio anteriori e posteriori, tether per ruote e sedile estraibile. I motori e l'elettronica sono forniti dalla Cosworth.
Dal 2021 è avvenuto un rinnovamento: la serie è stata rinominata Campionato GB3 e dall'anno seguente viene utilizzata una nuova vettura, la Tatuus MSV-022, con aggiornamenti di prestazioni e sicurezza tra cui l'aggiunta dell'halo. La nuova vettura si dimostra circa tre secondi più veloce rispetto a quella precedente.

## Sistema di punteggio
I punti vengono assegnati a tutti i piloti che si sono classificati in ogni gara, ad eccezione della seconda gara a griglia inversa, utilizzando il seguente sistema nel 2013:
| Posizione | 1° | 2° | 3° | 4° | 5° | 6° | 7° | 8° | 9° | 10° | 11° | 12° | 13° | 14° | 15° | 16° | 17° | 18° | 19° | 20° |
| --------- | -- | -- | -- | -- | -- | -- | -- | -- | -- | --- | --- | --- | --- | --- | --- | --- | --- | --- | --- | --- |
| Punti     | 30 | 25 | 20 | 18 | 16 | 15 | 14 | 13 | 12 | 11  | 10  | 9   | 8   | 7   | 6   | 5   | 4   | 3   | 2   | 1   |

I punti vengono assegnati a tutti i piloti finali in ogni gara, utilizzando il seguente sistema dal 2014:
| Gare                           | Posizioni, punti per gara | Posizioni, punti per gara | Posizioni, punti per gara | Posizioni, punti per gara | Posizioni, punti per gara | Posizioni, punti per gara | Posizioni, punti per gara | Posizioni, punti per gara | Posizioni, punti per gara | Posizioni, punti per gara | Posizioni, punti per gara | Posizioni, punti per gara | Posizioni, punti per gara | Posizioni, punti per gara | Posizioni, punti per gara | Posizioni, punti per gara | Posizioni, punti per gara | Posizioni, punti per gara | Posizioni, punti per gara | Posizioni, punti per gara |
| Gare                           | 1°                        | 2°                        | 3°                        | 4°                        | 5°                        | 6°                        | 7°                        | 8°                        | 9°                        | 10°                       | 11°                       | 12°                       | 13°                       | 14°                       | 15°                       | 16°                       | 17°                       | 18°                       | 19°                       | 20°                       |
| ------------------------------ | ------------------------- | ------------------------- | ------------------------- | ------------------------- | ------------------------- | ------------------------- | ------------------------- | ------------------------- | ------------------------- | ------------------------- | ------------------------- | ------------------------- | ------------------------- | ------------------------- | ------------------------- | ------------------------- | ------------------------- | ------------------------- | ------------------------- | ------------------------- |
| Gare 1 & 3                     | 35                        | 29                        | 24                        | 21                        | 19                        | 17                        | 15                        | 13                        | 12                        | 11                        | 10                        | 9                         | 8                         | 7                         | 6                         | 5                         | 4                         | 3                         | 2                         | 1                         |
| Gara con griglia invertita (2) | 25                        | 22                        | 20                        | 18                        | 16                        | 15                        | 14                        | 13                        | 12                        | 11                        | 10                        | 9                         | 8                         | 7                         | 6                         | 5                         | 4                         | 3                         | 2                         | 1                         |

Nelle gare a griglia inversa, viene assegnato un punto extra per ogni posizione guadagnata rispetto alla posizione di partenza di ciascun pilota.

## Albo d'oro
| Stagione                  | Pilota Campione           | Team campione             |
| Campionato BRDC Formula 4 | Campionato BRDC Formula 4 | Campionato BRDC Formula 4 |
| ------------------------- | ------------------------- | ------------------------- |
| 2013                      | Jake Hughes               | Regno Unito (bandiera)    |
| 2014                      | George Russell            | Lanan Racing              |
| 2015                      | Will Palmer               | HHC Motorsport            |
| Campionato BRDC Formula 3 |                           |                           |
| 2016                      | Matheus Leist             | Doppia R Racing           |
| 2017                      | Enaam Ahmed               | Carlin Motorsport         |
| 2018                      | Linus Lundqvist           | Doppia R Racing           |
| 2019                      | Clément Novalak           | Carlin Motorsport         |
| 2020                      | Kaylen Frederick          | Carlin Motorsport         |
| Campionato GB3            |                           |                           |
| 2021                      | Zak O'Sullivan            | Carlin Motorsport         |
| 2022                      | Luke Browning             | Hitech Grand Prix         |
| 2023                      | Callum Voisin             | JHR Developments          |